# Sinus Medii

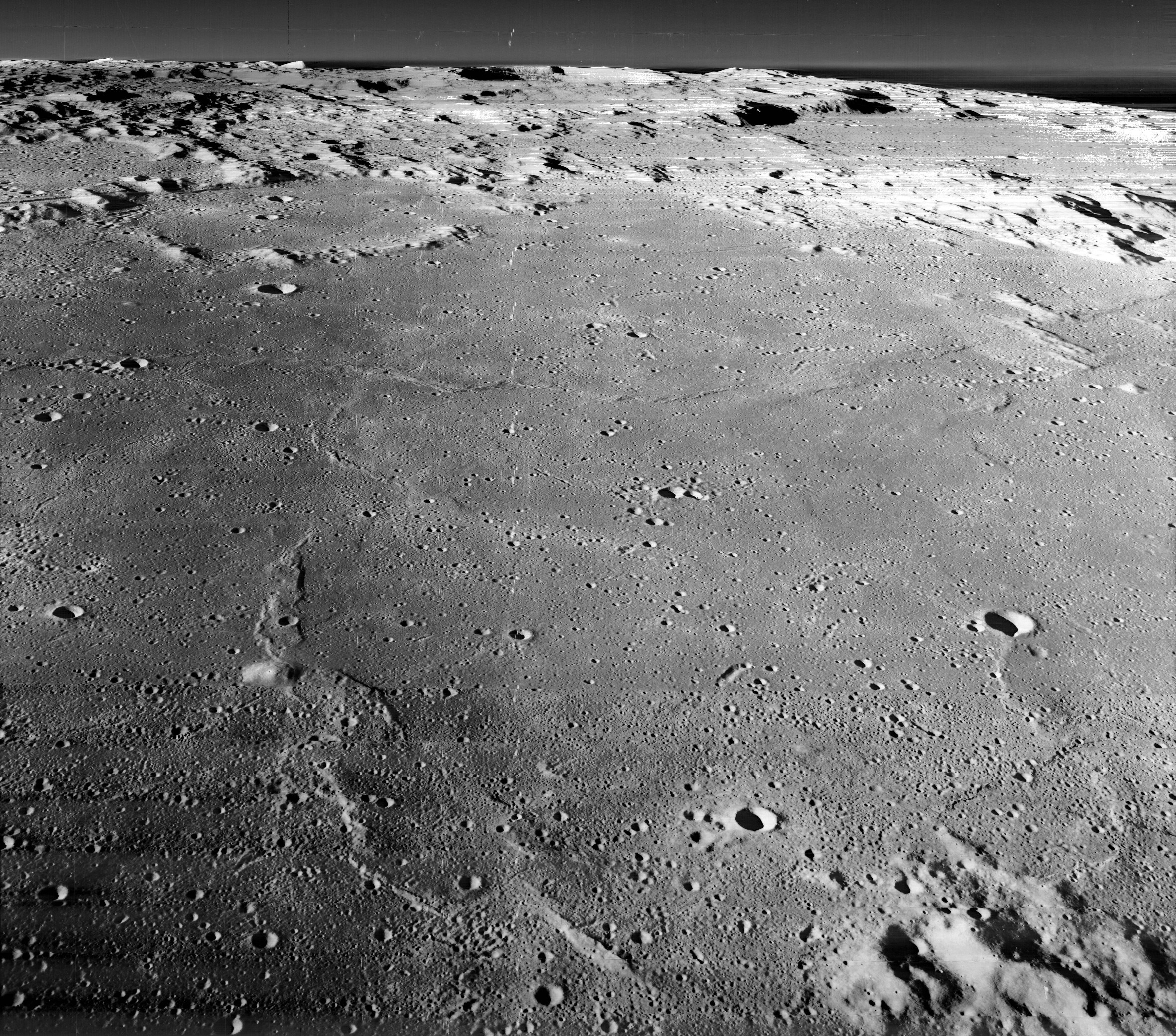
Vista oblicua desde el sur del centro del Sinus Medii (imagen Lunar Orbiter 2), mostrando los cráteres Bruce a la derecha y Oppolzer arriba a la izquierda

El Sinus Medii ("Bahía del Medio") es un pequeño mar lunar. Toma su nombre de su ubicación en la intersección del ecuador de la Luna y del primer meridiano (meridiano cero).Visto desde la Tierra, queda ubicado en la parte central de la cara visible de la Luna, y es el punto más cercano a la Tierra.

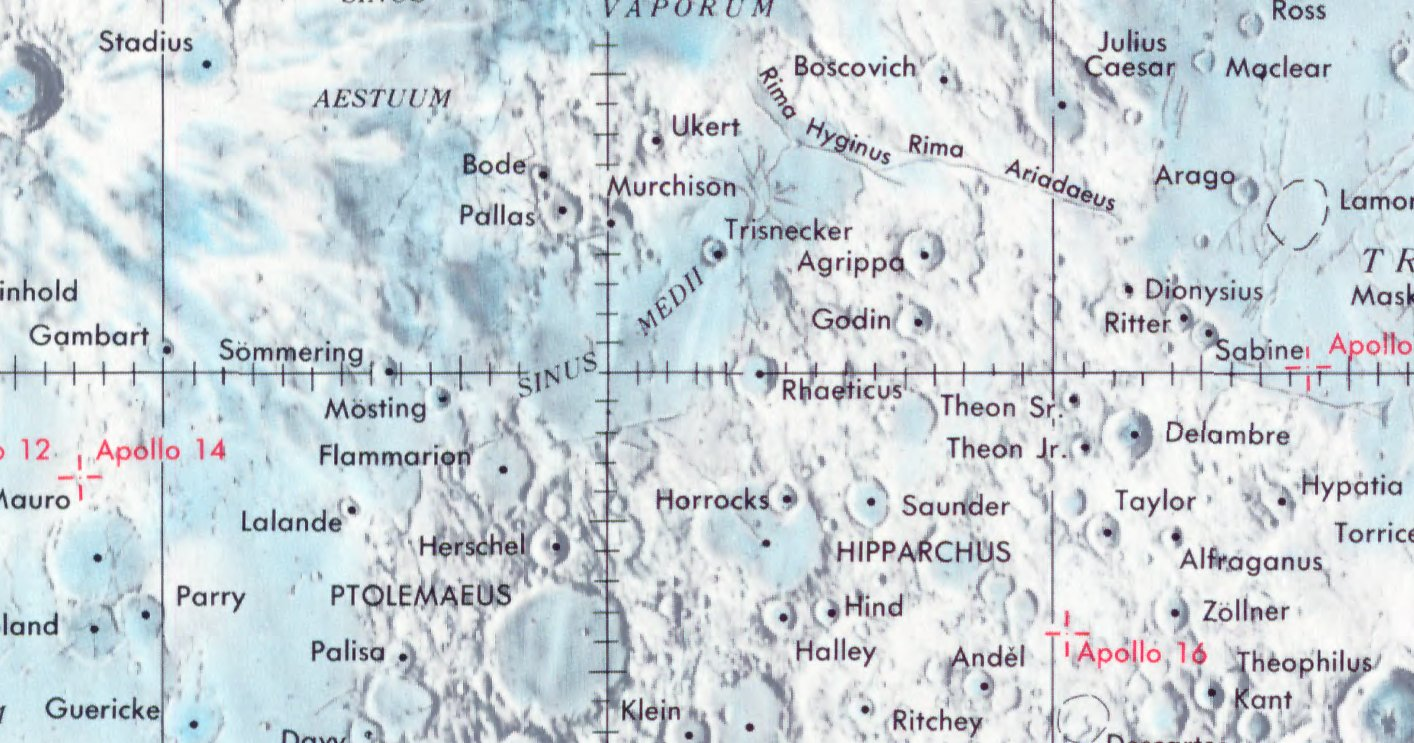
Localización del Sinus Medii.

En esta zona, la Tierra siempre aparece en la vertical de un observador, a pesar de que la posición del planeta variaría ligeramente debido a la libración.

## Geología
Las coordenadas selenográficas del Sinus Medii son 1°38′N 1°02′E / 1.63, 1.03, y su diámetro es de 335 km. Está unido al Mare Insularum en el oeste, con el Mare Vaporum al norte.
La parte oriental del sinus es notable por una serie de sistemas de grietas. A cierta distancia hacia el nordeste aparece la Rima Hyginus, que divide al cráter Hyginus. En su extremo oriental se halla la Rima Ariadaeus (con 220 km de longitud), que hacia el este alcanza el borde del Mare Tranquillitatis. En la longitude 4-6° E se localiza el sistema de las Rimae Triesnecker (que reciben su nombre del cráter Triesnecker, justo al oeste).
El lado norte del Sinus Medii está formado por una región montañosa, que incluye los cráteres de impacto Murchison y Pallas en el límite de su contorno, al igual que el cráter con forma de copa Chladni.
Existen otras regiones montañosas al sur y al sureste del borde del Sinus Medii. Se localizan numerosos cráteres en esta zona inundados por la lava del mar lunar, con Flammarion cerca del borde occidental, Oppolzer, Réaumur y Seeliger, este último algo más lejano. La Rima Flammarion y la Rima Oppolzer también se hallan junto al borde del mare, cerca de sus cráteres correspondientes. También a lo largo del lado sureste, atravesado por el meridiano cero se encuentra el cráter Rhaeticus.
En la mitad occidental del interior del sinus se localizan los pequeños cráteres Bruce y Blagg, y cerca del extremo occidental del sinus aparecen los cráteres inundados de lava Schröter y Sömmering.

## Nombres

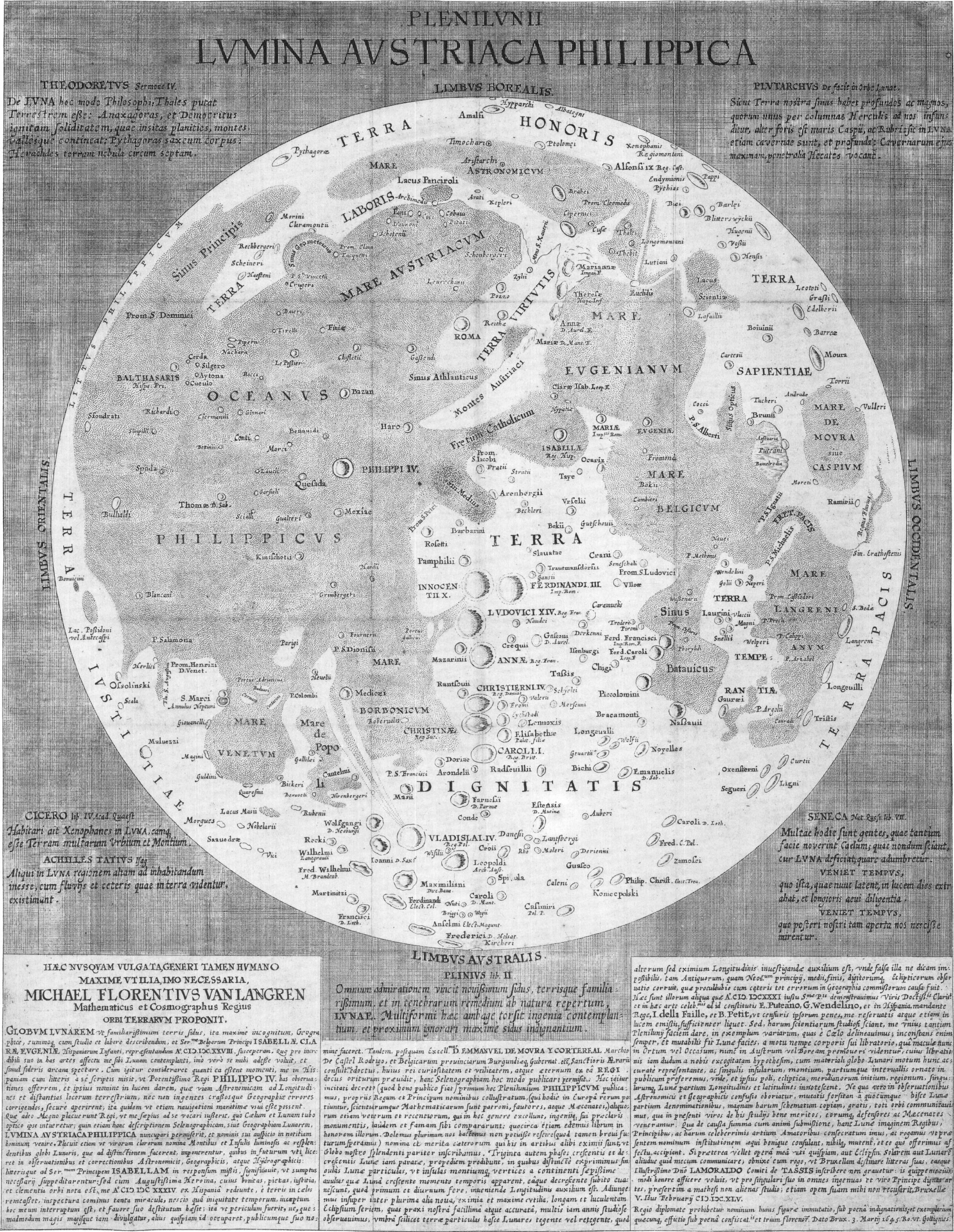
Mapa de Langren (1645), en el que el nombre del Sinus Medius apareció por primera vez

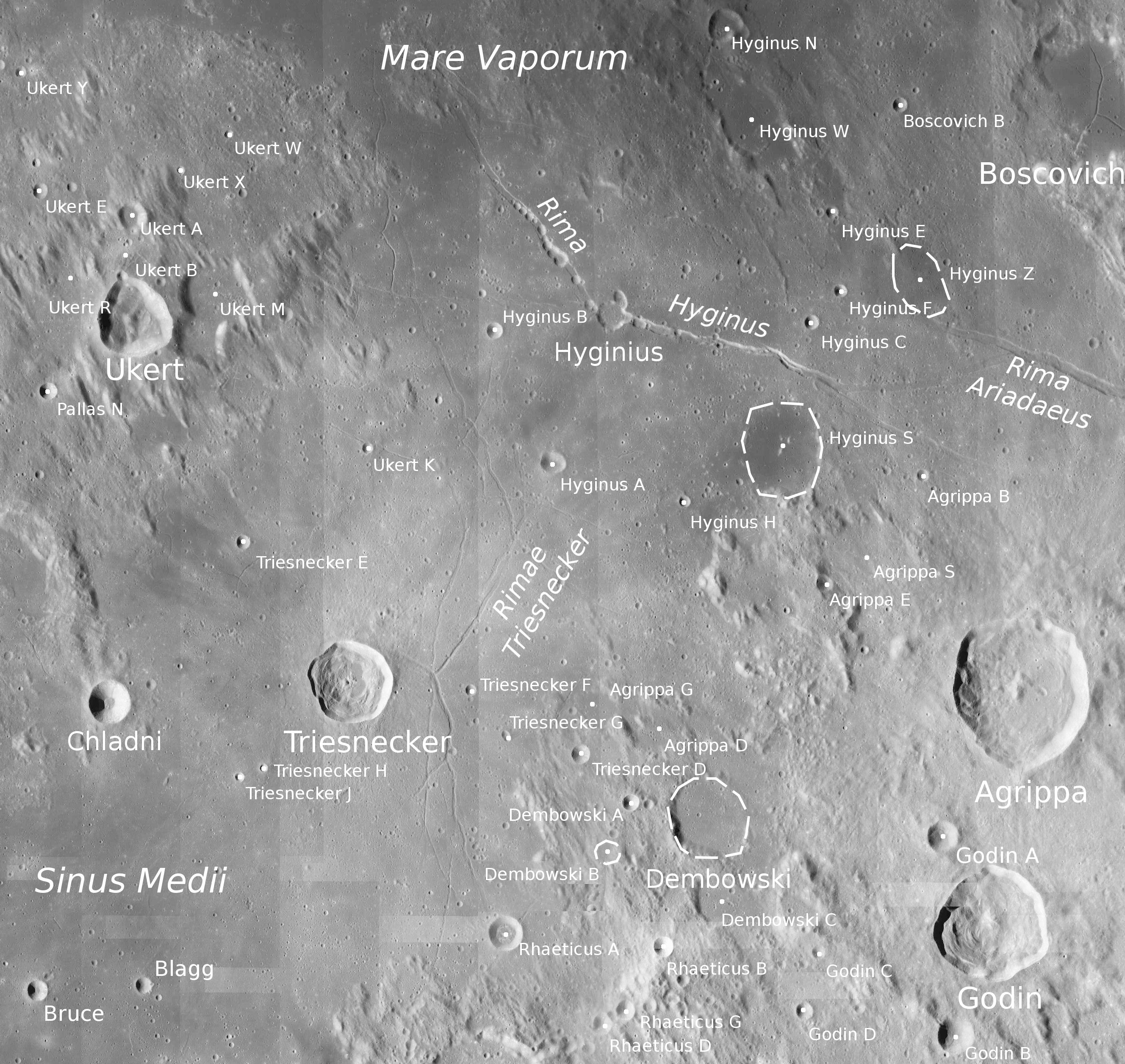
Sector nor-oriental del Sinus Medius

El astrónomo inglés William Gilbert fue el primero en adjudicar un nombre a este mare, denominándolo Insula Medilunaria ("Isla del Medio de la Luna"). Su nombre actual fue obra de Michael van Langren, quien lo rotuló como Sinus Medius en su mapa de 1645. Johannes Hevelius denominó al sinus como Mare Adriaticum ("Mar Adriático") en su mapa de 1647. Giovanni Riccioli lo llamó Sinus Aestuum ("Bahía del Estío") en su mapa de 1651.

## Exploración
La misión Surveyor 6 aterrizó en noviembre de 1967 al oeste-suroeste del interior del cráter Bruce, localizado dentro del Sinus Medii. Con anterioridad, en julio de 1967, la  Surveyor 4 se había estrellado en una zona cercana.